# Birkenblättrige Glockenblume
Die Birkenblättrige Glockenblume (Campanula betulifolia) ist eine Pflanzenart aus der Gattung der Glockenblumen (Campanula) in der Familie der Glockenblumengewächse (Campanulaceae).

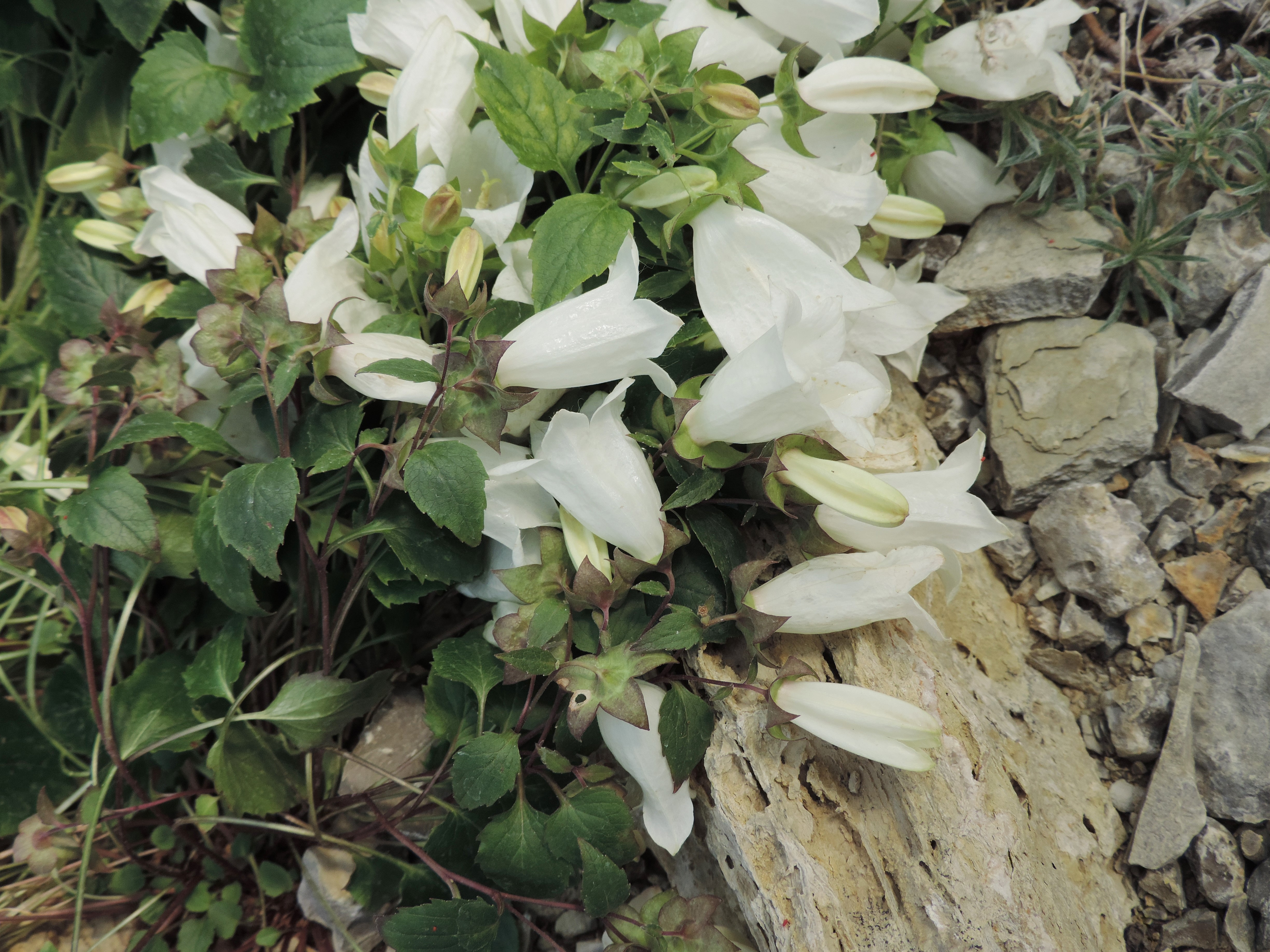
Habitus

## Merkmale
Die Birkenblättrige Glockenblume ist eine ausdauernde, krautige Pflanze, die Wuchshöhen von 10 bis 15 (35) Zentimeter erreicht. Die Pflanze bildet ein Rhizom aus. Die Blätter sind lang gestielt, blaugrün, glänzend und dick. Die unteren Blätter sind schmal eiförmig bis fast herzförmig, unregelmäßig gezähnt und bis 6 Zentimeter lang. Die Blütenknospen sind weinrot. Die Blüten sind aufrecht oder nickend. Je 2 bis 12 Blüten sind zu einer Schirmrispe angeordnet. Die Krone ist bleich korallenrosa, glockig, hat einen Durchmesser von 10 bis 30 Millimeter, eine Breite von 16 bis 35 Millimeter und ist bis 1/5 eingeschnitten. Die Kelchanhängsel sind spitz und 2 bis 5 Millimeter lang, selten fehlen sie auch. 
Die Blütezeit reicht von Juni bis Juli, zum Teil bis August.

## Vorkommen
Die Birkenblättrige Glockenblume kommt in der Nordost-Türkei und in Armenien in den Spalten von Vulkan- und Kalkgestein in Höhenlagen von 250 bis 2285 Meter vor.

## Taxonomie
Die Birkenblättrige Glockenblume wurde 1850 von Karl Heinrich Koch in Linnaea; Ein Journal für die Botanik in ihrem ganzen Umfange Band 23 Teil 5 Seite 635 als Campanula betulifolia erstbeschrieben.

## Nutzung
Die Birkenblättrige Glockenblume wird selten als Zierpflanze für Steingärten genutzt. Sie ist seit ungefähr 1945 in Kultur.

## Belege
- Eckehart J. Jäger, Friedrich Ebel, Peter Hanelt, Gerd K. Müller (Hrsg.): Rothmaler Exkursionsflora von Deutschland. Band 5: Krautige Zier- und Nutzpflanzen. Spektrum, Akademischer Verlag, Heidelberg 2008, ISBN 978-3-8274-0918-8.